# Agrioglypta zelimalis
Agrioglypta zelimalis là một loài bướm đêm trong họ Crambidae.